# Heterosexual Jill
Heterosexual Jill és una pel·lícula estatunidenca de 2013 dirigida per Michelle Ehlen.

## Sinopsi
La Jill forma part d'un grup d'ex-lesbianes, perquè vol convertir-se en heterosexual. Havia sortit amb Jamie, una actriu que va conèixer al plató, pensant que era un home. Una dona del grup li suggereix que surti amb Jamie sabent ara que és dona, per alliberar-se de la seva homosexualitat. Aleshores, la Jill torna a veure en Jamie, però els seus sentiments es tornen més complicats del que havia previst. Mentrestant, al plató on treballa en Jamie, en David i la Lola es barallen per l'atractiu José, a qui es disputen ambdós.

## Repartiment
- Jen McPherson: Jill
- Michelle Ehlen: Jamie
- Keye Chen: David
- Shaela Cook: Lola
- Geovanni Gopradi: José
- Lauren Nash: Ruby
- Katy Dore: Sandy
- Shaun Landry: Cassandra

## Premis
- Festival Internacional de Cinema Gai i Lèsbic de Barcelona 2013: menció especial del jurat[2][3]
- Festival Internacional de Cinema de Cleveland 2014: Focus on Filmmakers[4]
- Pride Film Festival (EUA) 2014: millor pel·lícula